# 1959年のバレーボール
1959年のバレーボール（1959ねんのバレーボール）では、1959年（昭和34年）のバレーボール関連の出来事をまとめる。

## できごと
- 第1回バレーボール欧州チャンピオンズリーグが開催される。優勝はCSKAモスクワ。
- 横浜市立盲学校（現: 横浜市立盲特別支援学校）の体育教諭の田中四郎が、関東地区盲教育研究会にて、「盲人バレー」（フロアバレーボールのルーツ）について発表。
- FIVB加盟（その7） - イラク、イラン、インドネシア、カナダ、チリ、ハイチ、プエルトリコ、モーリシャス、モロッコ、韓国、台湾の11カ国。

## 国内大会

### 日本
- 第8回全日本都市対抗
  - 男子
    - 1位：日本鋼管
    - 2位：東レ九鱗会
    - 3位：八幡製鉄、松下電器

  - 女子
    - 1位：日紡貝塚
    - 2位：倉紡倉敷
    - 3位：中村クラブ、倉紡津

## 誕生
- 1月27日 - 蘇武幸志
- 3月5日 - 広瀬美代子
- 5月28日 - ベルナルド・レゼンデ
- 6月25日 - 金川裕一
- 10月10日 - 岩﨑由純
- - 下村英士